# 理事官 (清朝)
理事官、副理事官是清朝特有、为旗人官员设置的官职。理事官满语为一齐下喇哈番（weile icihiyara hafan），副理事官满语为爱惜喇库哈番（aisilakū hafan）。
后金天聪五年（1631年），皇太极效仿明制，设立六部。每部设管部贝勒一员、承政四员、参政十四员、启心郎四员。崇德三年（1638年）七月，大学士范文程、刚林、希福等奏新定六部官制，“每衙门止宜设满洲承政一员，以下酌量设左右参政、理事、副理事、主事等官，共为五等”。当年任命的首批正、副理事官，汉军、满洲或蒙古八旗均有。崇德八年（1643年）二月，命“八旗下各添补一蒙古章京，为礼部理事、副理官”。研究者据此认为此官职的“实质即是章京，旗分缺即是牛录各出章京的延续”。
在清兵入关前，正、副理事官未确定品秩。清兵入关后，在顺治朝，六部职务有过调整。顺治十三年（1656年），裁撤六科汉军副理事官，俱改御史。顺治十五年之前，满理事官为三品，副理事官为四品。汉郎中为正五品，员外郎为从五品。顺治十五年（1658年），理事官汉语做郎中，副理事官汉语做员外郎，俱为从五品。汉人、旗人官职由此统一。顺治十六年（1659年），兵部督捕左右理事官俱改为太仆寺少卿，都察院满理事官改称监察御史，太仆寺满理事官改称太仆寺卿、副理事官改称太仆寺少卿。而宗人府理事官、副理事官以及理藩院副理事官的称谓不变，沿用至清末。研究者认为，清廷在宗人府、理藩院保留这一个源自皇太极时代的官职称谓，“反映出清朝统治者对满洲旧俗的强调和保护。”